# Neuroleon (Neuroleon) linarixius
Neuroleon (Neuroleon) linarixius is een insect uit de familie van de mierenleeuwen (Myrmeleontidae), die tot de orde netvleugeligen (Neuroptera) behoort. 
Neuroleon (Neuroleon) linarixius is voor het eerst wetenschappelijk beschreven door Navás in 1924.